# Фазанові
Фаза́нові (Phasianidae) — родина птахів з ряду куроподібних. Фазанові належать до числа цінних мисливських птахів.

## Класифікація
Відомо 185 видів у 54 родах. Деякі види є предами свійських птахів або одомашнені (наприклад індик звичайний, цесарка), багато перебувають під охороною.
Раніше родина поділялася на дві підродини: фазанні (Phasianinae) і куріпчині (Perdicinae). Молекулярна філогенія показала, що ці дві підродини не є монофілетичними, а фактично складають лише одну лінію з одним спільним предком. Наприклад, деякі куріпки (рід Perdix) ближче до фазанів, тоді як перепілки та кеклики ближче до джунглевих птахів. У 2021 році родину розділили на дві підродини: Rollulinae і Phasianinae, причому остання містить кілька триб у межах двох клад. Токрові (Odontophoridae) і цесаркові (Numididae) раніше інколи включалися до цієї родини, але тепер, як правило, розміщуються у власних родинах; навпаки, тетерукові (Tetraonidae) та індикові (Meleagrididae), які раніше часто розглядалися як окремі родини, тепер включені до фазанових.

### Класифікація 2021 року
Таксономія та впорядкування засновані на систематиці Kimball et al., 2021, яка була прийнята Міжнародним орнітологічним конгресом. Назви триб і підродин базуються на 4-му виданні Howard and Moore Complete Checklist of the Birds of the World. Роди без триби вважаються належними до триби incertae sedis.
- Підродина Rollulinae
  - Xenoperdix Dinesen et al., 1994 (африканська куріпка)
  - Caloperdix Blyth, 1861 (куропатиця)
  - Rollulus Bonnaterre, 1791 (червоночуба куріпка)
  - Melanoperdix Jerdon, 1864 (чорна куріпка)
  - Arborophila Hodgson, 1837 (чагарникова куріпка)
- Підродина Phasianinae
  - Phasianinae «Erectile clade»
    - Lerwa Hodgson, 1837 (сніжна куріпка)
    - Ithaginis Wagler, 1832 (ітагін)
    - Триба Lophophorini
      - Tragopan Cuvier, 1829 non Gray 1841 (трагопан)
      - Tetraophasis Elliot, 1871 (кундик)
      - Lophophorus Temminck, 1813 non Agassiz 1846 (монал)

    - Pucrasia Gray, 1841 (коклас)
    - Триба Tetraonini
      - Meleagris Linnaeus, 1758 (індик)
      - Bonasa Stephens, 1819 (боназа)
      - Tetrastes Keyserling & Blasius, 1840 (орябок)
      - Centrocercus Swainson, 1832 (гострохвостий тетерук)
      - Dendragapus Elliot, 1864 (жовтобровий тетерук)
      - Tympanuchus Gloger, 1841 (лучний тетерук)
      - Lagopus Brisson, 1760 (біла куріпка)
      - Falcipennis Elliot, 1864 (дикуша)
      - Canachites Stejneger, 1885 (канадська дикуша)
      - Tetrao Linnaeus, 1758 (тетерук)
      - Lyrurus Swainson, 1832

    - Rhizothera Gray, 1841 (довгохвоста куріпка)
    - Perdix Brisson, 1760 (куріпка)
    - Триба Phasianini
      - Syrmaticus Wagler, 1832 (мікадо)
      - Chrysolophus Gray, 1834 (золотий фазан)
      - Phasianus Linnaeus, 1758 (фазан)
      - Catreus Cabanis, 1851 (гімалайський фазан)
      - Crossoptilon Hodgson, 1838 (фазан-вухань)
      - Lophura Fleming, 1822 non Gray, 1827 non Walker, 1856 (лофур)

  - Phasianinae «Nonerectile clade»
    - Триба Pavonini
      - Rheinardia Maingonnat, 1882 (чубатий аргус)
      - Argusianus Rafinesque, 1815 (аргус)
      - Afropavo Chapin, 1936 (африканський павич)
      - Pavo Linnaeus, 1758 (павич)

    - Polyplectron Temminck, 1807 (віялохвіст)
    - Galloperdix Blyth, 1845 (куріпка-шпороніг)
    - Tropicoperdix Blyth, 1859
    - Haematortyx Sharpe, 1879 (червоноголова куріпка)
    - Триба Gallini
      - Bambusicola Gould, 1863 (бамбукова куріпка)
      - Gallus Brisson, 1760 (курка)
      - Peliperdix Bonaparte, 1856 (лісовий турач)
      - Ortygornis Reichenbach, 1852
      - Francolinus Stephens, 1819 (турач)
      - Campocolinus Crowe et al., 2020
      - Scleroptila Blyth, 1852

    - Триба Coturnicini
      - Tetraogallus Gray, 1832 (улар)
      - Ammoperdix Gould, 1851 (пустельна куріпка)
      - Synoicus Bosc, 1792
      - Margaroperdix Reichenbach, 1853 (мадагаскарська куріпка)
      - Coturnix Garsault, 1764 (перепілка)
      - Alectoris Kaup, 1829 (кеклик)
      - Perdicula Hodgson, 1837 (чагарникова перепілка)
      - Ophrysia Bonaparte, 1856 (Гімалайська перепілка)
      - Pternistis Wagler, 1832

### Викопні базальні форми
- †Alectoris pliocaena Tugarinov 1940b
- †Bantamyx Kuročkin 1982
- †Diangallus Hou 1985
- †Gallus beremendensis Jánossy 1976b
- †Gallus europaeus Harrison 1978
- †Lophogallus Zelenkov & Kuročkin 2010
- †Megalocoturnix Sánchez Marco 2009
- †Miophasianus Brodkorb 1952 [Miophasianus Lambrecht 1933 nomen nudum ; Miogallus Lambrecht 1933]
- †Palaeocryptonyx Depéret 1892 [Chauvireria Boev 1997; Pliogallus Tugarinov 1940b non Gaillard 1939; Lambrechtia Janossy 1974]
- †Palaeortyx Milne-Edwards 1869 [Palaeoperdix Milne-Edwards 1869]
- †Panraogallus Li et al. 2018
- †Plioperdix Kretzoi 1955 [Pliogallus Tugarinov 1940 non Gaillard 1939]
- †Rustaviornis Burchak-Abramovich & Meladze 1972
- †Schaubortyx Brodkorb 1964
- †Shandongornis Yeh 1997
- †Shanxiornis Wang et al. 2006
- †Tologuica Zelenkov & Kuročkin 2009
- Tropicoperdix Blyth 1859 [Phoenicoperdix Hartlaub 1860; Peloperdix Jerdon 1864]

## Спосіб життя
Живуть фазанові в різноманітних умовах — у лісах (але тайги уникають), степах, пустелях, горах, культурному ландшафті; багато видів тяжіють до чагарникових заростей. Фазанові живляться в основному рослинними кормами. Вони збирають корм виключно на землі, розкопуючи при цьому ґрунт (тільки фазан не риє в землі), або скльовує їжу з кущів, до яких можуть дотягнутися дзьобом.
Усі фазанові гніздяться на землі. Багато видів моногамні, але у висиджуванні пташенят і їх вихованні самці зазвичай не беруть участь.
Більшість видів живе осіло, деякі кочують або навіть відлітають на зиму.

## Розповсюдження
Представники родини в основному поширені у Старому світі, включаючи більшу частину Європи та Азії (за винятком крайньої півночі), всю Африку, за винятком найсухіших пустель. Також поширені в східній Австралії та, у минулому, в Новій Зеландії. Індики є вихідцями Нового світу, тоді як тетеруки — циркумполярний вид.. В Україні трапляється 4 види; перепілка, сіра куріпка, кеклик, фазан звичайний.